# Josep Gener i Batet
Josep Gener i Batet (l'Arboç, 30 de novembre de 1831 - Barcelona, 7 de maig de 1900) fou un empresari i mecenes català.

## Biografia

### Joventut
Josep Gener va néixer a l'Arboç (Baix Penedès) el 30 de novembre de 1831. Nascut en una família de deu fills, son pare era un carreter especialitzat en la fabricació de bótes de vi i aiguardent que s'exportaven a Cuba i altres localitzacions a través dels ports del Vendrell i Tarragona, entre d'altres. Amb 13 anys, és enviat amb el seu oncle Miquel Jané i Ollé a la localitat cubana de Pinar del Río, que havia fundat la fàbrica de tabac La Majagua, una de les més antigues de l'illa. Més tard marxà a l'Havana per treballar com a dependent en una botiga de tabac, i ben aviat entrà a formar part del cercle de protegits de Joan Conill i Pi, on, a més del seu oncle, hi havia Jaume Partagás, Joan Armengol, Julián Rivas, Bernat Rencurrell, Prudenci Rabell i Pubill, Ròmul Bosch i Alsina, Joan Pedro i Roig, entre d'altres.

### Vida adulta

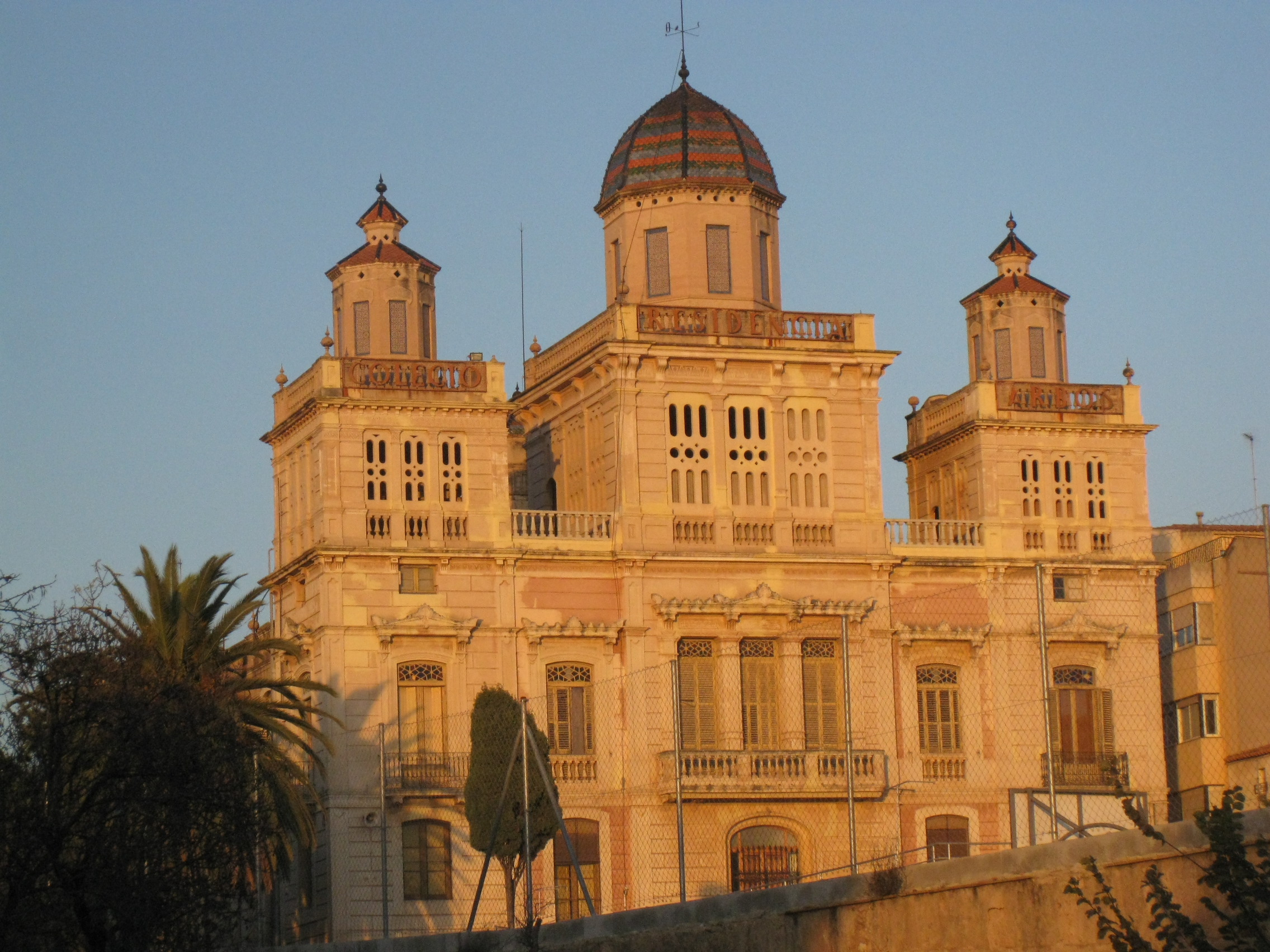
L'actual Palau Gener i Batet

Entre 1850 i 1865, sota el mestratge de Conill, anà aprenent sobre el cultiu del tabac fins que es pogué comprar una plantació anomenada El Hoyo de Monterrey, a San Juan y Martínez, regió de Vuelta Abajo. El 1865 fundà la seva pròpia fàbrica de tabac, La Escepción, de cigars d'alta qualitat, i s'associà el 1867 amb el seu oncle. També comercialitzà la marca de tabac cubà Gener, coneguda encara avui en dia, i inclogué en la seva activitat el comerç de sucre. El 1861 es casà amb Francisca Seycher de León, una rica criolla nascuda a Louisiana amb qui va tenir una filla: Lutgarda Gener i Seycher casada en primeres núpcies amb Francesc Torres i Florest i en segones amb Pau Torres i Picornell.
En el marc de la Guerra dels Deu Anys, en la seva condició de Coronel del sisè Batalló de Voluntaris de l'Havana, va presidir el consell de guerra que va condemnar injustament als vuit estudiants cubans de Medicina afusellats el 27 de novembre de 1871. Aquest fet va provocar que Gener passés a la història de Cuba de forma molt negativa.

Enriquit, malgrat tot, el 1873 retornà a Catalunya, on patrocinà a l'Arboç la portada d'aigües a la població, que venien de la font de Lligamosques el 1878. Pagà també la restauració de l'altar major de la parròquia de Sant Julià i la urbanització del Raval, l'actual rambla, que avui porta el seu nom. El 1873 inicià la construcció del Palau Gener que s'acabà el 1889 i el mateix any publicà un Proyecto para resolver la grave cuestión económica de la isla de Cuba  i n'envià un exemplar al ministeri d'Ultramar, a través del qual explicava la delicada situació cubana i alhora proposava solucions. Fou també director de la Societat de Beneficència Catalana durant tres períodes (1875-76, 1883-84 y 1887-88) i vetllà per la unitat de Cuba amb Espanya, encara que no s'aconseguís per la intervenció dels EUA. Va participar intensament amb les seves ja famoses marques en l'Exposició Universal de Barcelona, celebrada l'any 1888, on va construir un pavelló propi dins del recinte firal rematat amb una estàtua de Cristòfor Colom de 2,20 metres d'altura, rèplica de la qual el mateix escultor, Rafael Atché i Ferré esculpiria per a rematar l'emblemàtic monument a Colón del port barceloní. Tornà a Catalunya el 1889 i morí a Barcelona el 7 de maig de 1900.

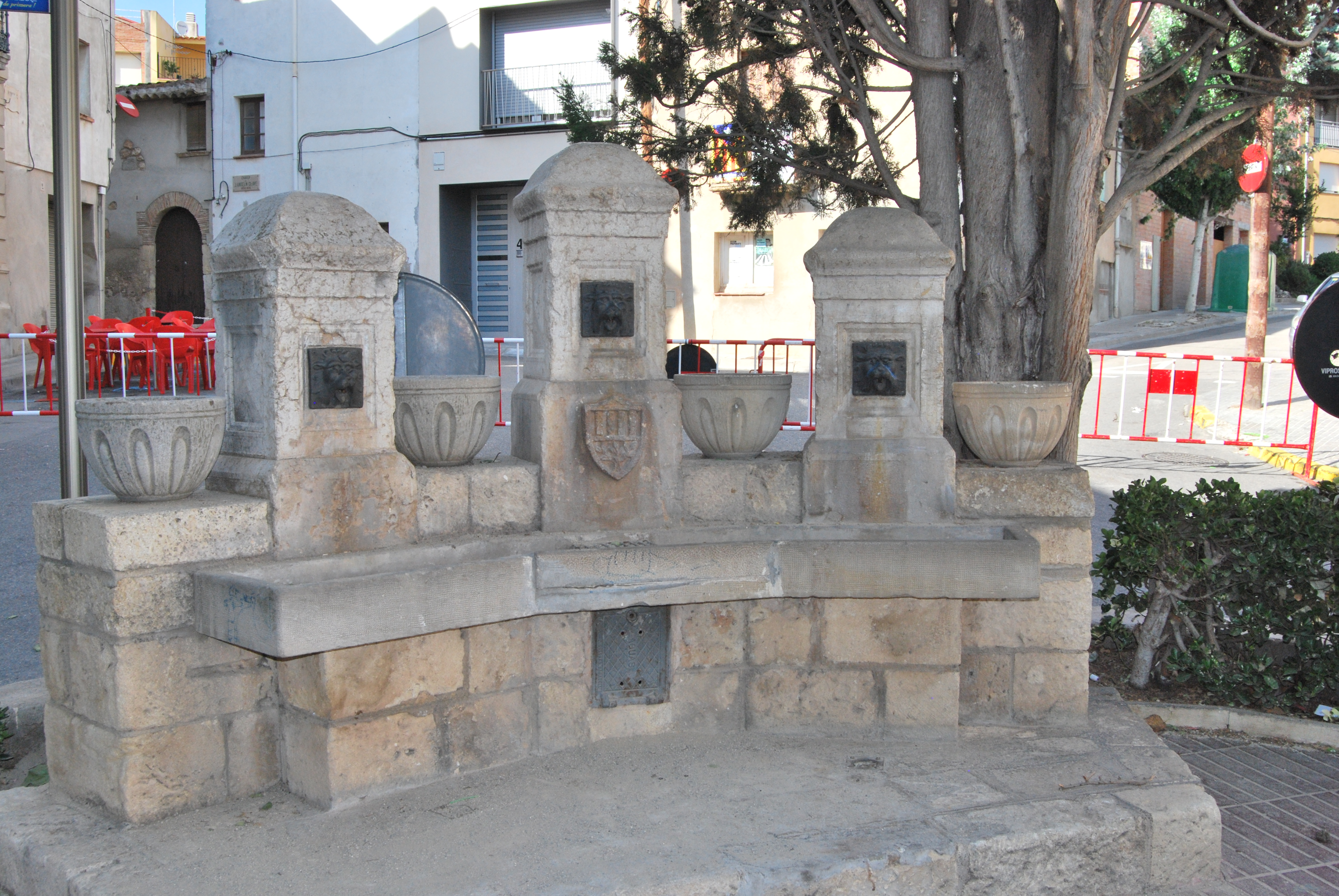
La font de la Rambla Gener

## Homenatges i llegat
- La rambla de l'Arboç duu el seu nom, la rambla Gener.
- El Palau Gener és actualment un col·legi-residència.
- A la rambla hi ha una font on s'homenatja a Gener per portar l'aigua corrent a l'Arboç.
- Els cigars de la Escepción són actualment uns dels més cars i més valorats del món.[cal citació]